# Mchy (województwo lubelskie)
Mchy – kolonia w Polsce położona w województwie lubelskim, w powiecie krasnostawskim, w gminie Izbica.
W latach 1975–1998 miejscowość administracyjnie należała do województwa zamojskiego.
Wieś stanowi sołectwo gminy Izbica. Według Narodowego Spisu Powszechnego (III 2011 r.) wieś liczyła 78 mieszkańców.
Wierni Kościoła rzymskokatolickiego należą do parafii św. Zofii w Tarnogórze.

## Historia
Mchi były wsią starostwa krasnostawskiego w 1570 roku. W wieku XIX Mchy – wieś w powiecie lubelskim, gminie Izbica, parafii Tarnogóra.
W 1827 roku było tu 6 domów i 63 mieszkańców. Około 1885 roku posiadały 17 domów zamieszkałych przez 127 mieszkańców oraz 155 mórg ziemi włościańskiej.